# Santa Cruz Flores Magón
Santa Cruz Flores Magón är en ort i Mexiko.   Den ligger i kommunen Santiago Jamiltepec och delstaten Oaxaca, i den sydöstra delen av landet, 400 km söder om huvudstaden Mexico City. Santa Cruz Flores Magón ligger 270 meter över havet och antalet invånare är 277.
Terrängen runt Santa Cruz Flores Magón är varierad. Runt Santa Cruz Flores Magón är det glesbefolkat, med 18 invånare per kvadratkilometer. Närmaste större samhälle är Santiago Jamiltepec, 10,5 km sydväst om Santa Cruz Flores Magón. Omgivningarna runt Santa Cruz Flores Magón är en mosaik av jordbruksmark och naturlig växtlighet.